# Kanaphan Puitrakul
Kanaphan Puitrakul (คณพันธ์), noto anche con lo pseudonimo di First (เฟิร์ส) (Bangkok, 3 settembre 1998), è un attore thailandese.
È meglio conosciuto per i suoi ruoli in Wake Up Ladies: The Series, Blacklist, The Shipper, Not Me, The Eclipse e Only Friends.

## Biografia
Kanaphan Puitrakul, soprannominato First, è un attore nato a Bangkok, in Thailandia. Ha completato la sua istruzione secondaria presso la Suankularb Wittayalai School. Nel 2021 si è laureato in Cyber Business Management presso il College of Social Communication Innovation dell'Università Srinakharinwirot.

## Carriera
Ha iniziato la sua carriera di attore dopo aver fatto un provino da un pool di 100 adolescenti e ha ottenuto il ruolo principale per The Assassin: ฆาตกร, un film prodotto per la giornata mondiale dell'infanzia nel 2016. Nel 2017, ha partecipato al concorso "Cool Man Good Man" dove si è classificato quarto ed è entrato a far parte del servizio fotografico di KAZZ Magazine nel novembre 2017.
È stato poi contattato da KA Cosmetics, insieme a Poompat Iam-samang (Up), per una pubblicità televisiva yaoi che in seguito è diventata virale. Da allora First è un artista sotto GMMTV dove ha recitato in ruoli importanti in più drammi tra cui "Wake Up Ladies", "Wolf", "Blacklist" e "The Shipper".

## Filmografia

### Cinema
- The Assassin: ฆาตกร (2016)

### Televisione
- Wake Up Ladies: The Series - serie TV (2018)
- Wolf - serie tv (2019)
- Blacklist - serie TV (2019)
- The Shipper - serie TV (2020)
- Wake Up Ladies: Very Complicated - serie TV (2020)
- Not Me - serie TV (2021)
- F4 Thailand: Boys Over Flowers - serie TV, 3 episodi (2021)
- The Eclipse - serie TV (2022)
- Our Skyy 2 - (ep. 3 - The Eclipse Compilation)  serie TV (2023)
- Only Friends - serie TV (2023)